# منتخب بوركينا فاسو لكأس ديفيز
منتخب بوركينا فاسو لكأس ديفيز هو ممثل بوركينا فاسو الرسمي في كرة المضرب في كأس ديفيز.